# Tappehallerne
Tappehallerne er et kultur- og musikhus i Hellerup.
Oprindeligt fungerede bygningerne som tappehaller for Tuborg Bryggerierne, men i dag anvendes de til kulturelle arrangementer som koncerter, udstillinger og teateropsætninger. Tappehallerne består af Vandhallen på 700 m² og Tappehallen på 7.000 m². Begge haller har god akustik, idet Tuborg i sin tid forbedrede akustikken i hallerne for at forhindre at de ansatte blev døve af de mange klirrende flasker.